# Масао Йошида (инженер)
Масао Йошида (на японски: 吉田 昌郎) е японски ядрен инженер, генерален мениджър на отдел „Управление на ядрените активи“ на Токийската електрическа компания (TEPCO) и директор на АЕЦ Фукушима I по времето когато тя аварира в резултат от земетресение в региона на Тохоку на 11 март 2011 година. Йошида играе ключова роля, като игнорира спуснатите корпоративни разпореждания да спре да използва морска вода, за да охлади реакторите. Според ядрения физик и популяризатор на науката Мичио Каку, решението реакторите да се охлаждат с морска вода вероятно е предотвратило много по-голямо бедствие, което е можело да доведе до много по-голямо радиоактивно замърсяване на северна Япония.
На 12 март 2011 година, около 28 часа след вълната цунами след земетресението, Йошида и други висши изпълнителни кадри на ТЕПКО нареждат на работниците да започат да инжектират морска вода в Реактор 1, за да го опазят от прегряване и разтапяне на обшивката. 21 минути по-късно на Йошида е наредено да преустанови операцията. Той решава да игнонира заповедта и нарежда на работниците от централата да продължат с обливането. В 20:05 часа японско време правителството отново нарежда инжектирането на морска вода в Реактор 1.
През седмицата със 7 юни 2011 година ТЕПКО устно мъмри Йошида за неизпълнение на заповед и че не докладва по-рано за това.
Впоследствие Йошида е диагностициран с рак на хранопровода, която диагноза според ТЕПКО не е свързана с ядрения инцидент, тъй като за такова заболяване е необходимо повече време да се развие. В началото на декември 2012 година Йошида се пенсионира от поста мениджър на централата. Направена му е операция на хранопровода, но по-късно претърпява нефатален мозъчен удар.
Масао Йошида почива в Шинджуку на 9 юли 2013 година, на 58 година, оставяйки вдовица и трима сина. Бившият премиер на Япония Наото Кан пише в Туитър: „Прекланям се в знак на уважение за неговите лидерски качества и умения за вземане на решения“. Рейко Хачисука, управител на корпорация в град Окума, казва „Ако не беше Йошида, това бедствие щеше да е много по-страшно“.